# Graphium anthedon
Espèce
Synonymes
- Papilio anthedon C. & R. Felder, 1864
- Papilio sarpedon var. moluccensis Wallace, 1865

Graphium anthedon est une espèce de lépidoptères (papillons) de la famille des Papilionidae, que l'on trouve dans les îles de la Sonde en Indonésie.

## Liste des sous-espèces
Plusieurs sous-espèces ont été décrites :
- Graphium anthedon anthedon (C. & R. Felder, 1864)
- Graphium anthedon milon (C. & R. Felder, 1865) — Sulawesi, Talaud, Kabaena, Buton, Banggai.
- Graphium anthedon dodingensis (Rothschild, 1896) — Bachan, Ternate, Halmahera.
- Graphium anthedon crudum (Rothschild, 1898) — Obi.
- Graphium anthedon coelius (Fruhstorfer, 1899) — îles Sula.
- Graphium anthedon sulaensis (Lathy, 1899) — îles Sula.
- Graphium anthedon halesus (Fruhstorfer, 1907)

## Taxonomie
Le taxon actuellement appelé Graphium anthedon a été décrit pour la première fois en 1864 par C. Felder & R. Felder sous le nom de Papilio anthedon. Ce taxon a une histoire complexe et entrelacée avec celle de Graphium milon, décrit sous le nom de Papilio milon par les mêmes auteurs en 1865. 
Kirby (1871: 559) a considéré anthedon et milon comme des synonymes de Papilio sarpedon Linnaeus, 1764.
Le taxon anthedon a été traité comme une sous-espèce de G. sarpedon par Fujioka et Nishiyama (1997: 189), et aussi comme une sous-espèce de G. milon.
Le taxon milon a été traité comme une sous-espèce de G. sarpedon par D'Abrera (1982 : 98) et comme une espèce par Tsukada et Nishiyama (1982 : 379). 
Finalement, en 2003, Vane-Wright & de Jong ont traité Graphium anthedon comme une espèce et milon comme une de ses sous-espèces.